# Martha Randall
Martha Randall (n. 12 iunie 1948, Chicago, Illinois, SUA) este o înotătoare ce a reprezentat Statele Unite ale Americii, medaliată olimpică. A participat la o ediție a Jocurilor Olimpice (1964) în care a câștigat o medalie de bronz.

## Participări
Lista de mai jos prezintă principalele competiții la care a participat Martha Randall de-a lungul carierei.
- swimming at the 1964 Summer Olympics – women's 400 metre individual medley[*]